# Juliette and the Licks
Juliette and the Licks is een Amerikaanse rockband bestaande uit zangeres/actrice Juliette Lewis, gitarist Todd Morse, bassist Jason Womack en drummer Ed Davis.
Jason Morris kwam in de plaats van de oorspronkelijke drumster Patty Schemel; hij verliet de groep voordat de sessies begonnen van het tweede album. Juliette and the Licks hebben toen Dave Grohl (frontman van Foo Fighters) kunnen rekruteren als invaldrummer. Hij heeft vervolgens Juliette and the Licks kunnen overhalen om te spelen als special guest tijdens een optreden van de Foo Fighters in Hyde Park.
Juliette and the Licks stonden in 2005 onder meer op het Lowlandsfestival, het Sziget-festival en samen met onder andere de Foo Fighters in het Hyde Park. In 2006 hebben ze veel opgetreden op festivals, onder ander Rock am Ring, en hebben ze een Europese toer gehad waarmee ze ook in Paradiso zijn geweest.
Op 15 juli 2007 kondigden Juliette and the Licks op hun MySpace pagina aan dat hun gitarist, Kemble Walters heeft besloten dat het tijd is voor hem om terug te gaan naar zijn eigenlijke carrière als leider van zijn eigen band. Juliette and the Licks kondigden ook aan dat ze hun tour zullen afmaken met een tijdelijke gitarist totdat er een permanente gitarist gevonden wordt.
In 2007 stonden ze op Pinkpop en in 2008 op Bevrijdingspop.
Op 15 januari 2009 kondigden Juliette and the Licks op hun MySpace aan dat ze uit elkaar gingen. Juliette Lewis gig vormde een nieuwe band genaamd Juliette and the New Romantiques, en richtte zich verder op haar acteercarrière.
In 2015 kwamen Juliette and the Licks weer bijeen in een vernieuwde bezetting. Een jaar later kondigde Juliette Lewis een solotournee aan. In 2018 kondigden Juliette and the Licks een nieuw album aan. 

## Discografie

### Albums
- ...Like a Bolt of Lightning (EP) (2004)
- You're Speaking My Language (2005)
- Four On The Floor (2006)

### Singles
- You're Speaking My Language (2005)
- Got Love To Kill (2005)
- Hot Kiss (2006)
- Stickey Honey (2006)